# Verborgene Schönheit
Verborgene Schönheit (Originaltitel: Collateral Beauty) ist ein US-amerikanisches Filmdrama von David Frankel aus dem Jahr 2016. Die Starbesetzung besteht aus Will Smith, Edward Norton, Keira Knightley, Michael Peña, Naomie Harris, Jacob Latimore, Kate Winslet und Helen Mirren.
Der Film lief in den Vereinigten Staaten am 16. Dezember 2016 an. Der deutsche Kinostart war am 19. Januar 2017.

## Handlung
Der in New York lebende Werbefachmann Howard Inlet befindet sich in einer tiefen Depression, nachdem er seine kleine Tochter verloren hat. Dies lässt ihm sein Leben immer unerträglicher erscheinen. Er schreibt leidenschaftliche Briefe an den Tod, die Zeit und die Liebe. Seine Freunde und Arbeitskollegen machen sich Sorgen und versuchen, ihn mit einer ungewöhnlichen „Therapie“ wieder aufzubauen. Drei Menschen übernehmen stellvertretend die schauspielerische Darstellung des Todes, der Zeit und der Liebe, die Howard direkt entgegentreten und ihm Antwort geben.

## Hintergrund

### Besetzung
Der Film sollte anfänglich vollkommen anders besetzt sein: Für die Hauptrolle war im Mai 2015 Hugh Jackman vorgesehen, an seiner Seite sollte Rooney Mara auftreten und als Regisseur war Alfonso Gomez-Rejon geplant. Einzig das Drehbuch, welches von Allan Loeb verfasst wurde, stand bereits. Im Lauf der Zeit wurden viele Schauspieler genannt, die im Film mitspielen würden, darunter How-I-Met-Your-Mother-Star Jason Segel und Johnny Depp.
Mitte 2015 wurde schließlich mitgeteilt, dass Jackman aufgrund seiner Rolle im Film Logan – The Wolverine das Projekt verlassen habe und stattdessen Will Smith die Hauptrolle übernehmen werde.

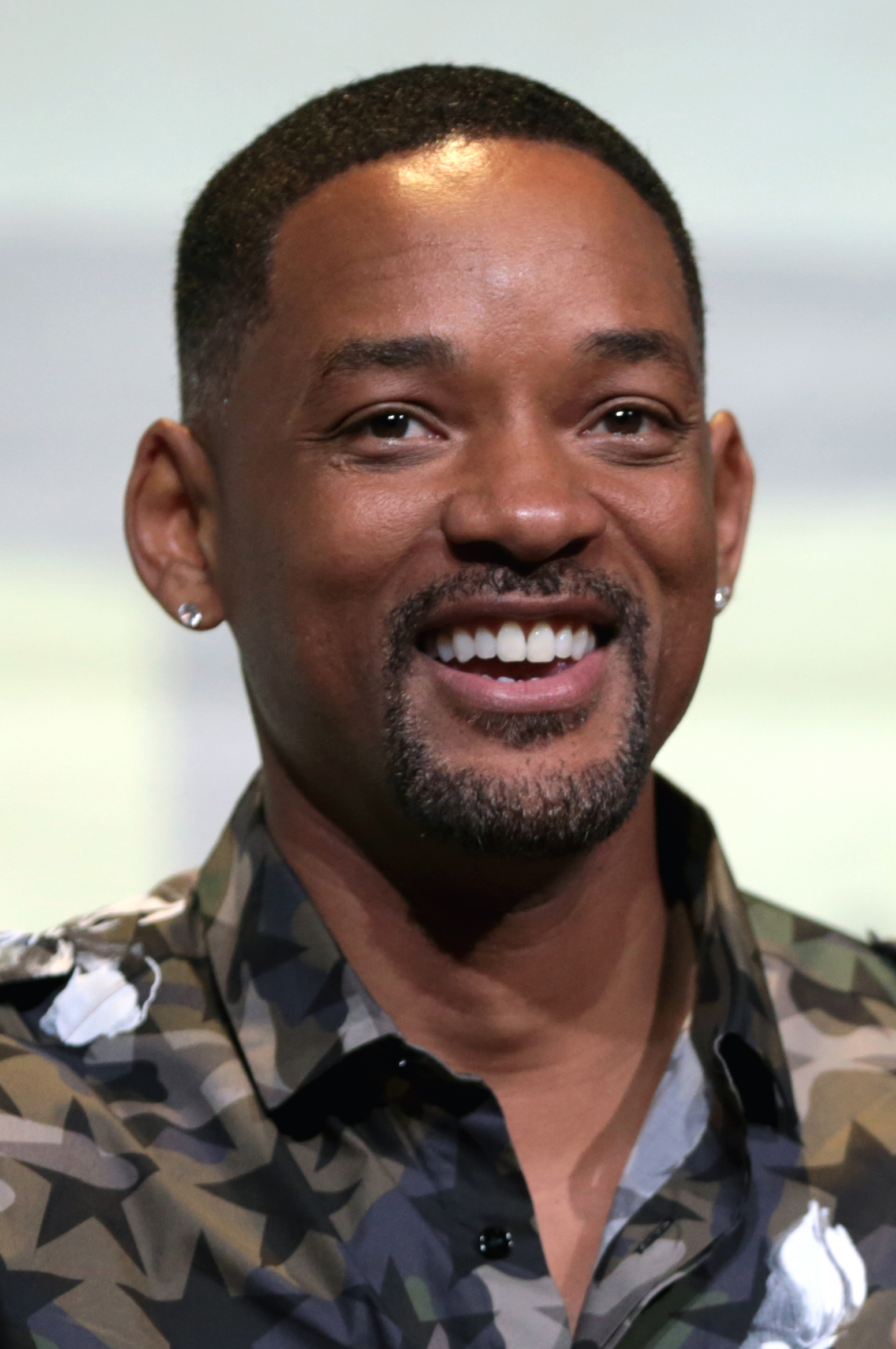
Will Smith
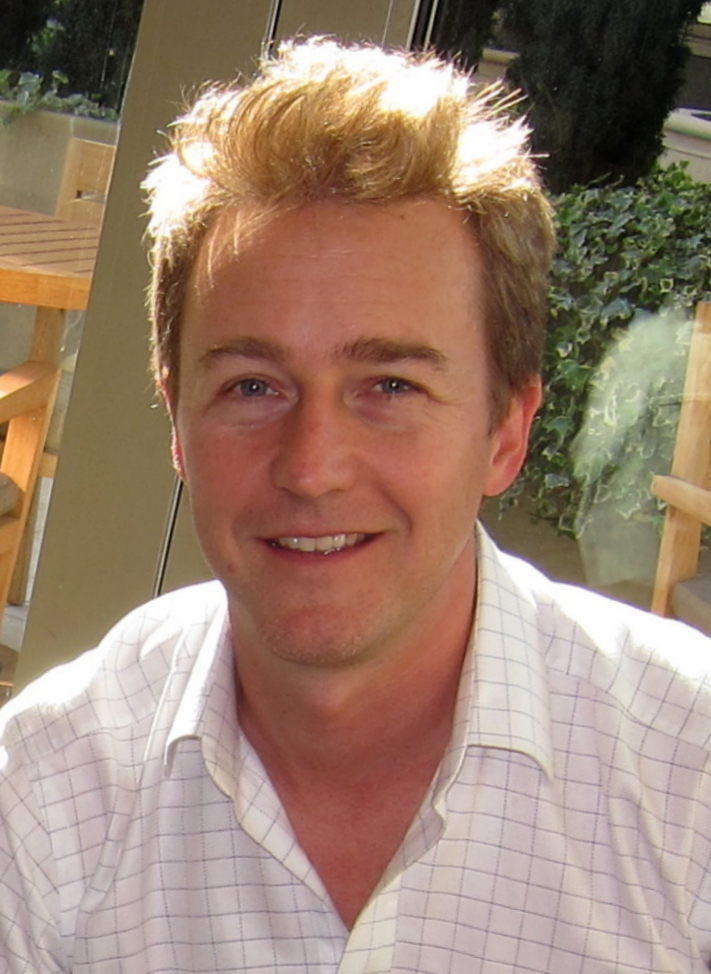
Edward Norton
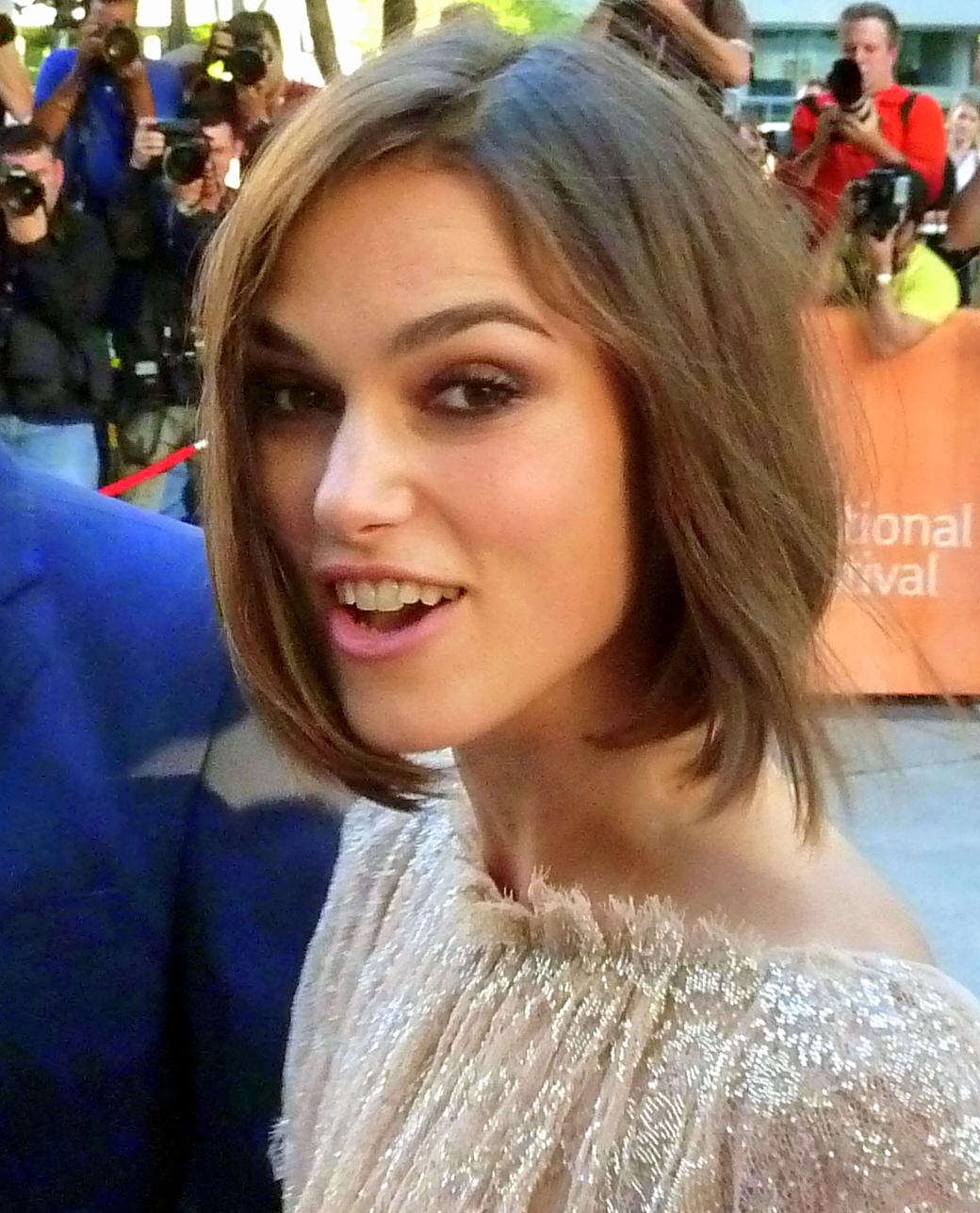
Keira Knightley
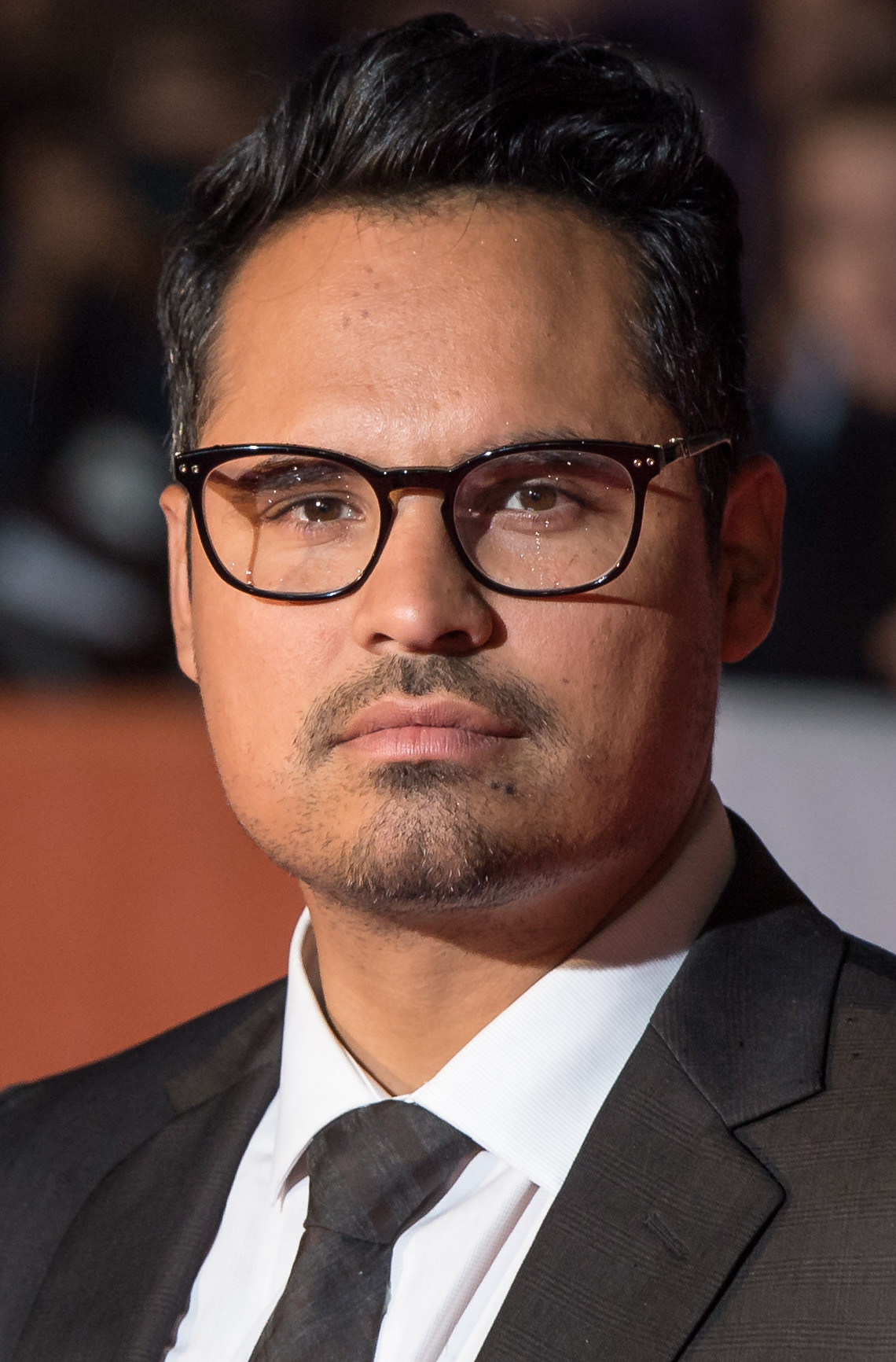
Michael Peña
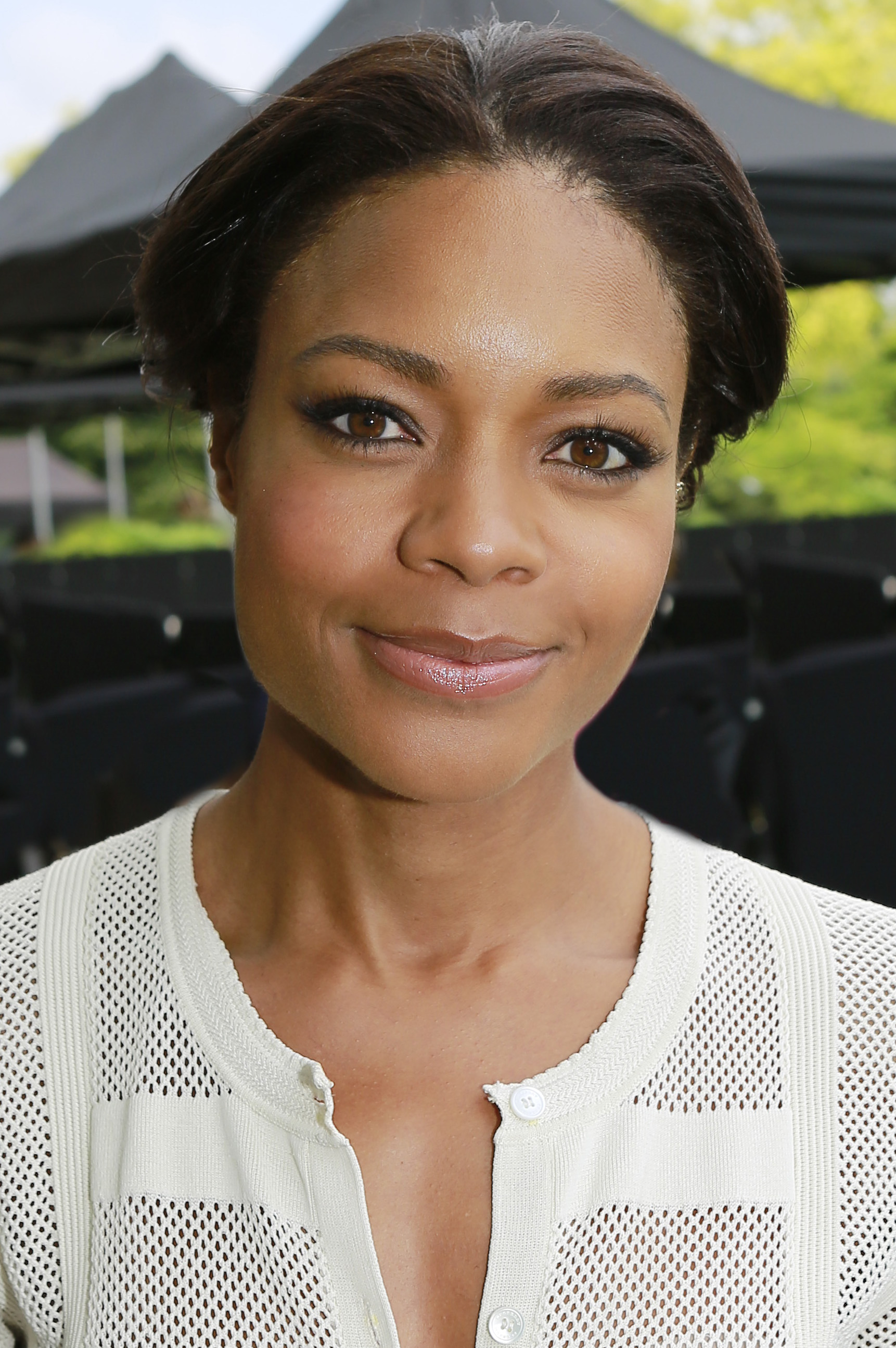
Naomie Harris
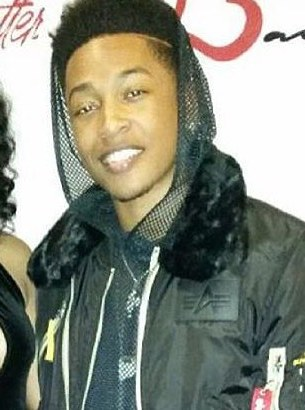
Jacob Latimore
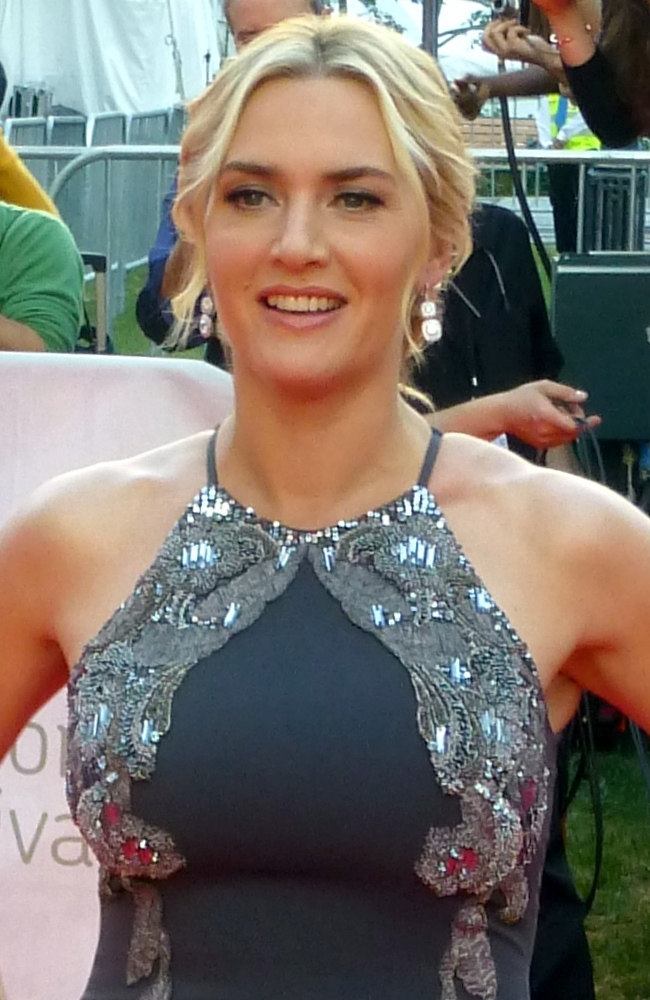
Kate Winslet
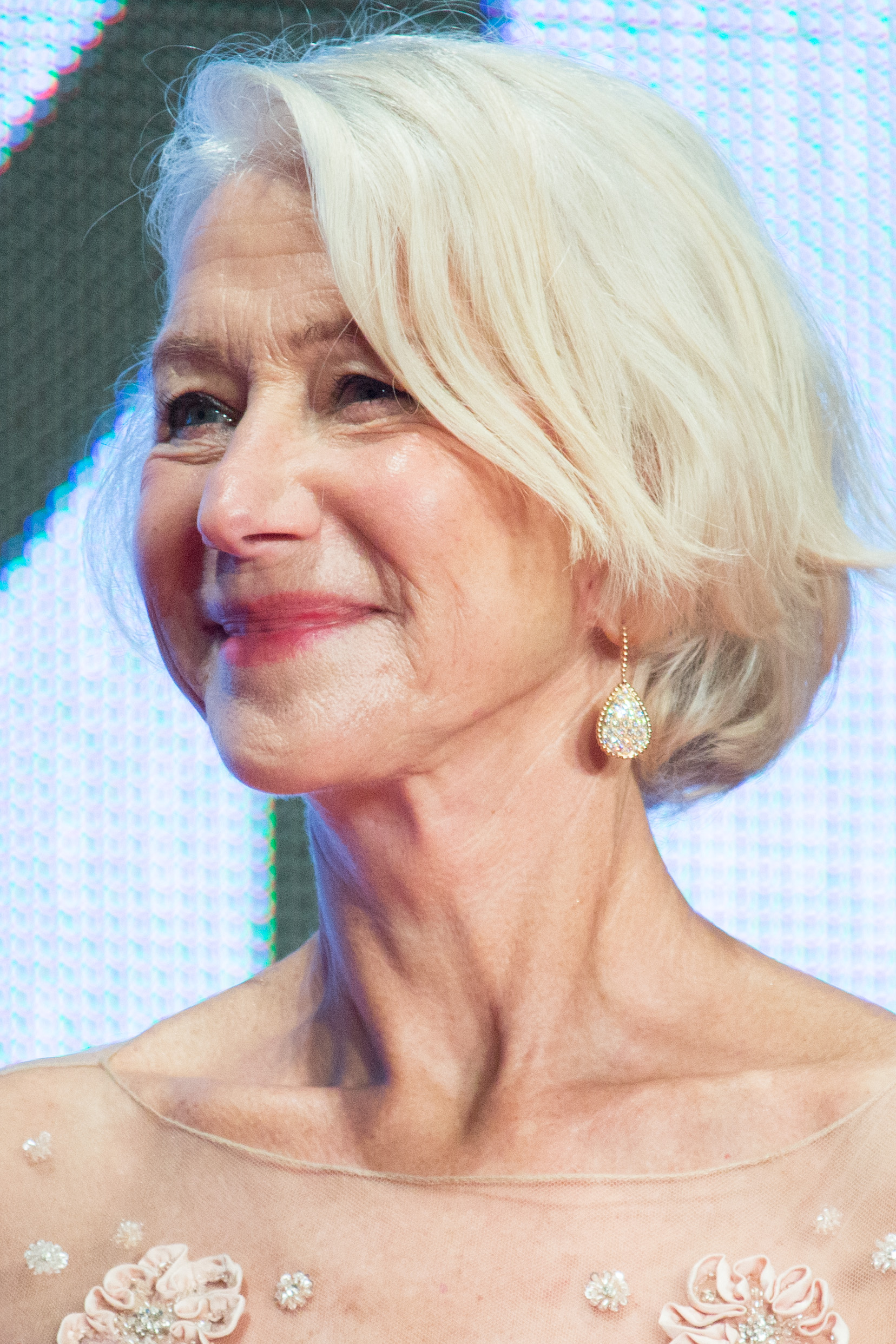
Helen Mirren

### Dreharbeiten
Die Dreharbeiten zum Film begannen im Februar 2016 vor Ort in New York und fanden unter anderem in Queens und Manhattan statt. In Manhattan wurden einige Szenen am Whitney Museum of American Art gedreht.

## Kritiken
„,Verborgene Schönheit‘ hat ein All-Star-Ensemble, und wenn man bereit ist, über ein paar kleine Macken hinwegzusehen, ist das Ergebnis traurig, aber schön.“

„Zwischen der erdrückenden Realität eines Kindstods und einem ,wunderhaften‘ Therapieversuch bleibt hier nur die überkonstruierte Reißbrett-Fassung eines Weihnachtsmärchens.“